# Orania longisquama
Espèce
Synonymes
- Sindroa longisquama Jum.[1]

Statut de conservation UICN

 LC  : Préoccupation mineure
Orania longisquama est une espèce de plantes de la famille des Arecaceae (palmiers).